# Copa de Naciones del Golfo de 2007
La Copa de Naciones del Golfo de 2007, oficialmente 18va Copa del Golfo Arábigo (en inglés: 18th Arabian Gulf Cup; y en árabe: كأس الخليج العربي 18‎), fue la decimoctava edición de la Copa de Naciones del Golfo, torneo de fútbol a nivel de selecciones nacionales organizado por la Unión de Asociaciones de fútbol árabes (UAFA). Se llevó a cabo en Emiratos Árabes Unidos, del 17 al 30 de enero de 2007, y contó con la participación de 8 seleccionados nacionales masculinos.
El seleccionado mayor de Emiratos Árabes Unidos obtuvo el primer título de su historia, luego de superar a su par de Omán en el partido final de la competición, con un triunfo por 1-0.

## Sedes
Los partidos de la competición se disputaron en la ciudad de Abu Dabi, en tres estadios diferentes.
| Abu Dabi                        | Abu Dabi            | Abu Dabi                   |
| ------------------------------- | ------------------- | -------------------------- |
| Emirato de Abu Dabi (UTC+04:00) |                     |                            |
| Estadio Al-Nahyan               | Estadio Jeque Zayed | Estadio Mohammed bin Zayed |
| Capacidad: 12 000               | Capacidad: 43 791   | Capacidad: 24 000          |
|                                 |                     |                            |

## Formato
Las 8 selecciones participantes fueron divididas en 2 grupos de 4 equipos cada una. Dentro de cada grupo, las selecciones se enfrentaron bajo el sistema de todos contra todos, a una sola rueda, de manera tal que cada una de ellas disputó tres partidos. Los puntos se computaron a razón de 3 —tres— por partido ganado, 1 —uno— en caso de empate y 0 —cero— por cada derrota.
Las dos selecciones mejor ubicadas en la tabla de posiciones final de cada grupo pasaron a las semifinales. En dicha instancia, el primero de una zona enfrentó al segundo de la otra en un solo partido. Los ganadores se cruzaron en la final, cuyo vencedor se consagró campeón.

## Equipos participantes
| Equipos participantes | Equipos participantes  | Equipos participantes | Equipos participantes |
| --------------------- | ---------------------- | --------------------- | --------------------- |
| Arabia Saudita        | Catar                  | Irak                  | Omán                  |
| Baréin                | Emiratos Árabes Unidos | Kuwait                | Yemen                 |

## Fase de grupos
- Los horarios son correspondientes a la hora de Emiratos Árabes Unidos (UTC+4:00).

### Grupo A
| Selección              | Pts | PJ | PG | PE | PP | GF | GC | Dif |
| ---------------------- | --- | -- | -- | -- | -- | -- | -- | --- |
| Omán                   | 9   | 3  | 3  | 0  | 0  | 6  | 3  | 3   |
| Emiratos Árabes Unidos | 6   | 3  | 2  | 0  | 1  | 6  | 5  | 1   |
| Kuwait                 | 1   | 3  | 0  | 1  | 2  | 4  | 6  | –2  |
| Yemen                  | 1   | 3  | 0  | 1  | 2  | 3  | 5  | –2  |

| 17 de enero de 2007 | Emiratos Árabes Unidos | 1:2 (0:1) | Omán                      | Estadio Jeque Zayed, Abu Dabi        |                                      |
| 18:30 (UTC+4:00)    | Matar 65'              |           | Bashir 36' · Al Hosni 52' | Árbitro(s): Khalil Ibrahim Al Ghamdi | Árbitro(s): Khalil Ibrahim Al Ghamdi |

| 17 de enero de 2007 | Kuwait               | 1:1 (0:1) | Yemen      | Estadio Jeque Zayed, Abu Dabi |                               |
| 20:30 (UTC+4:00)    | Al-Mutawa 74' (pen.) |           | Alomki 16' | Árbitro(s): Abdulrahman Abdou | Árbitro(s): Abdulrahman Abdou |

| 20 de enero de 2007 | Kuwait         | 1:2 (0:1) | Omán                    | Estadio Mohammed bin Zayed, Abu Dabi |  |
| 16:10 (UTC+4:00)    | Al-Rashidi 81' |           | Al Hosni 8' · Saleh 85' |                                      |  |

| 20 de enero de 2007 | Emiratos Árabes Unidos     | 2:1 (1:0) | Yemen         | Estadio Mohammed bin Zayed, Abu Dabi |  |
| 18:30 (UTC+4:00)    | Omar 2' (pen.) · Saeed 64' |           | Al-Sasi 90+2' |                                      |  |

| 23 de enero de 2007 | Omán                        | 2:1 (1:1) | Yemen    | Estadio Al-Nahyan, Abu Dabi |  |
| 16:15 (UTC+4:00)    | Al-Touqi 1' · Al-Busafy 88' |           | Saleh 9' |                             |  |

| 23 de enero de 2007 | Emiratos Árabes Unidos       | 3:2 (2:2) | Kuwait                      | Estadio Mohammed bin Zayed, Abu Dabi |  |
| 16:15 (UTC+4:00)    | Matar 1', 90+1' · Khalil 33' |           | Al-Mutawa 31' · Al-Fahd 35' |                                      |  |

### Grupo B
| Selección      | Pts | PJ | PG | PE | PP | GF | GC | Dif |
| -------------- | --- | -- | -- | -- | -- | -- | -- | --- |
| Arabia Saudita | 7   | 3  | 2  | 1  | 0  | 4  | 2  | 2   |
| Baréin         | 4   | 3  | 1  | 1  | 1  | 4  | 4  | 0   |
| Irak           | 4   | 3  | 1  | 1  | 1  | 2  | 2  | 0   |
| Catar          | 1   | 3  | 0  | 1  | 2  | 2  | 4  | –2  |

| 18 de enero de 2007 | Arabia Saudita             | 2:1 (1:1) | Baréin            | Estadio Al-Nahyan, Abu Dabi |                             |
| 16:10 (UTC+4:00)    | Al-Qahtani 26' (pen.), 87' |           | Yousef 13' (pen.) | Árbitro(s): Massimo Busacca | Árbitro(s): Massimo Busacca |

| 18 de enero de 2007 | Catar | 0:1 (0:1) | Irak         | Estadio Al-Nahyan, Abu Dabi |                            |
| 18:10 (UTC+4:00)    |       |           | Mohammed 39' | Árbitro(s): Ali Al-Badwawi  | Árbitro(s): Ali Al-Badwawi |

| 21 de enero de 2007 | Baréin         | 1:1 (1:1) | Irak         | Estadio Al-Nahyan, Abu Dabi |  |
| 16:10 (UTC+4:00)    | Al-Marzooqi 8' |           | Mohammed 11' |                             |  |

| 21 de enero de 2007 | Arabia Saudita | 1:1 (0:1) | Catar      | Estadio Al-Nahyan, Abu Dabi |  |
| 18:30 (UTC+4:00)    | Mouath 72'     |           | Nasser 10' |                             |  |

| 24 de enero de 2007 | Catar       | 1:2 (1:1) | Baréin            | Estadio Mohammed bin Zayed, Abu Dabi |  |
| 16:15 (UTC+4:00)    | Ibrahim 19' |           | Hubail 45', 90+1' |                                      |  |

| 24 de enero de 2007 | Arabia Saudita        | 1:0 (1:0) | Irak | Estadio Al-Nahyan, Abu Dabi |  |
| 16:15 (UTC+4:00)    | Al-Qahtani 12' (pen.) |           |      |                             |  |

## Fase de eliminatorias

### Cuadro de desarrollo
|  | Semifinales            | Semifinales            |                        |   | Final | Final |
|  |                        |                        |                        |   |       |       |
|  | 27 de enero – Abu Dabi |                        |                        |   |       |       |
|  |                        |                        |                        |   |       |       |
|  | Omán                   | 1                      |                        |   |       |       |
|  | Omán                   | 1                      | 30 de enero – Abu Dabi |   |       |       |
|  | Baréin                 | 0                      |                        |   |       |       |
|  | Baréin                 | 0                      | Omán                   | 0 |       |       |
|  | 27 de enero – Abu Dabi |                        | Omán                   | 0 |       |       |
|  |                        | Emiratos Árabes Unidos | 1                      |   |       |       |
|  | Arabia Saudita         | Emiratos Árabes Unidos | 1                      | 0 |       |       |
|  | Arabia Saudita         |                        |                        | 0 |       |       |
|  | Emiratos Árabes Unidos | 1                      |                        |   |       |       |
|  | Emiratos Árabes Unidos | 1                      |                        |   |       |       |

### Semifinales
| 27 de enero de 2007 | Omán           | 1:0 (0:0) | Baréin | Estadio Al-Nahyan, Abu Dabi |  |
| 16:15 (UTC+4:00)    | Al-Maimani 55' |           |        |                             |  |

| 27 de enero de 2007 | Arabia Saudita | 0:1 (0:0) | Emiratos Árabes Unidos | Estadio Mohammed bin Zayed, Abu Dabi |  |
| 19:15 (UTC+4:00)    |                |           | Matar 90+2'            |                                      |  |

### Final
| 30 de enero de 2007 | Omán | 0:1 (0:0) | Emiratos Árabes Unidos | Estadio Jeque Zayed, Abu Dabi |  |
| 16:20 (UTC+4:00)    |      |           | Matar 72'              |                               |  |

|                                   |
| Bandera de Emiratos Árabes Unidos |
| Campeón                           |
| Emiratos Árabes Unidos            |
| 1.º título                        |

## Estadísticas

### Tabla general
| Pos. | Equipo                 | Pts | PJ | PG | PE | PP | GF | GC | Dif. | Rend.  |
| ---- | ---------------------- | --- | -- | -- | -- | -- | -- | -- | ---- | ------ |
| 1    | Emiratos Árabes Unidos | 12  | 5  | 4  | 0  | 1  | 8  | 5  | 3    | 80%    |
| 2    | Omán                   | 12  | 5  | 4  | 0  | 1  | 7  | 4  | 3    | 80%    |
| 3    | Arabia Saudita         | 7   | 4  | 2  | 1  | 1  | 4  | 3  | 1    | 58,33% |
| 4    | Baréin                 | 4   | 4  | 1  | 1  | 2  | 4  | 5  | –1   | 33,33% |
| 5    | Irak                   | 4   | 3  | 1  | 1  | 1  | 2  | 2  | 0    | 44,44% |
| 6    | Kuwait                 | 1   | 3  | 0  | 1  | 2  | 4  | 6  | –2   | 11,11% |
| 7    | Yemen                  | 1   | 3  | 0  | 1  | 2  | 3  | 5  | –2   | 11,11% |
| 8    | Catar                  | 1   | 3  | 0  | 1  | 2  | 2  | 4  | –2   | 11,11% |

### Goleadores
| Jugador              | Selección              | Goles |
| -------------------- | ---------------------- | ----- |
| Ismail Matar         | Emiratos Árabes Unidos | 5     |
| Yasser Al-Qahtani    | Arabia Saudita         | 3     |
| Amad Al Hosni        | Omán                   | 2     |
| Bader Al-Mutawa      | Kuwait                 | 2     |
| A'ala Hubail         | Baréin                 | 2     |
| Hawar Mulla Mohammed | Irak                   | 2     |

### Mejor jugador
| Jugador      | Selección              |
| ------------ | ---------------------- |
| Ismail Matar | Emiratos Árabes Unidos |

### Mejor guardameta
| Jugador      | Selección |
| ------------ | --------- |
| Ali Al Habsi | Omán      |